# Minucia albilinea
Minucia albilinea là một loài bướm đêm trong họ Erebidae.